# Liebmanara
× Liebmanara (abreviado Lieb) es un híbrido intergenérico entre los géneros de orquídeas Aspasia × Cochlioda × Oncidium. Fue publicado en Orchid Rev. 91(1075, cppo): 8 (1983).